# Pongamos que hablo de Telemadrid
Pongamos que hablo de Telemadrid fue un programa documental presentado por Goyo González y producido por Globomedia. Se estrenó en Telemadrid el 2 de diciembre de 2017 y finalizó el 18 de marzo de 2018.

## Sinopsis
Se trata de un proyecto que nace con el objetivo de rescatar verdaderos tesoros que se conservan en el archivo gráfico de dicha cadena y que forman parte de la historia propia de todos los espectadores madrileños. El programa, que cuenta con la narración de Goyo González, recupera los mejores momentos de los casi treinta años de historia de la cadena. Un recorrido por las profundidades de la videoteca con joyas como Con T de tarde, Luna de miel, Olé tus vídeos, Madrid directo y tantos otros espacios que han llenado la parrilla de la cadena a lo largo de sus 28 años de vida.

## Programas y audiencias
| Temporada | Temporada | Episodios | Estreno                | Final               | Audiencia    | Audiencia | Audiencia |
| Temporada | Temporada | Episodios | Estreno                | Final               | Espectadores | Cuota     |           |
| --------- | --------- | --------- | ---------------------- | ------------------- | ------------ | --------- | --------- |
|           | 1         | 26        | 2 de diciembre de 2017 | 18 de marzo de 2018 |              |           |           |
| Total     |           |           |                        |                     |              |           |           |

### Temporada 1 (2017-2018)
| N.º (serie) | N.º (temp) | Fecha de emisión        | Año                                          | Audiencia |
| ----------- | ---------- | ----------------------- | -------------------------------------------- | --------- |
| 1           | 1          | 2 de diciembre de 2017  | Lo importante es participar                  |           |
| 2           | 2          | 3 de diciembre de 2017  | Cosas del directo                            |           |
| 3           | 3          | 9 de diciembre de 2017  | Vamos a echar unas risas                     |           |
| 4           | 4          | 10 de diciembre de 2017 | Historias para no dormir                     |           |
| 5           | 5          | 16 de diciembre de 2017 | Ataque al corazón                            |           |
| 6           | 6          | 17 de diciembre de 2017 | Para mayores de 18                           |           |
| 7           | 7          | 23 de diciembre de 2017 | El fantasma de las Navidades pasadas         |           |
| 8           | 8          | 30 de diciembre de 2017 | La música es la pista                        |           |
| 9           | 9          | 31 de diciembre de 2017 | Barra libre y cotillón                       |           |
| 10          | 10         | 6 de enero de 2018      | El niño que llevamos dentro                  |           |
| 11          | 11         | 7 de enero de 2018      | Ningún animal sufrió daños durante el rodaje |           |
| 12          | 12         | 13 de enero de 2018     | Elegidos para la gloria                      |           |
| 13          | 13         | 20 de enero de 2018     | Así fueron las cosas                         |           |
| 14          | 14         | 27 de enero de 2018     | Nos vamos de coplas                          |           |
| 15          | 15         | 3 de febrero de 2018    | VEPs (Personas muy especiales)               |           |
| 16          | 16         | 4 de febrero de 2018    | Que no pare la música                        |           |
| 17          | 17         | 10 de febrero de 2018   | La verdad está ahí fuera                     |           |
| 18          | 18         | 11 de febrero de 2018   | El amor está en el aire                      |           |
| 19          | 19         | 17 de febrero de 2018   | La vida es un carnaval                       |           |
| 20          | 20         | 18 de febrero de 2018   | Me lo pone para llevar                       |           |
| 21          | 21         | 24 de febrero de 2018   | La emoción, que es mucha                     |           |
| 22          | 22         | 25 de febrero de 2018   | ¡Hasta el infinito y más allá!               |           |
| 23          | 23         | 3 de marzo de 2018      | Eso no me lo dices en la calle               |           |
| 24          | 24         | 4 de marzo de 2018      | Reporteros que dan mucha guerra              |           |
| 25          | 25         | 10 de marzo de 2018     | ¿¡Quién narices vive ahí!?                   |           |
| 26          | 26         | 18 de marzo de 2018     | Entrevista a la vista                        |           |

- Datos: Q45278666